# 潜江中医院
30°26′04″N 112°53′28″E / 30.43434°N 112.89103°E
潜江中医院，也称潜江市中医院，曾名潜江县中医院。是位于中华人民共和国湖北省潜江市章华北路3号的一个中医院。

## 沿革
1985年1月筹建，2月23日在园林镇建设街开业。分门诊，住院两部。1987年兴建住院大楼，1988年11月交付使用。